# Prischoß

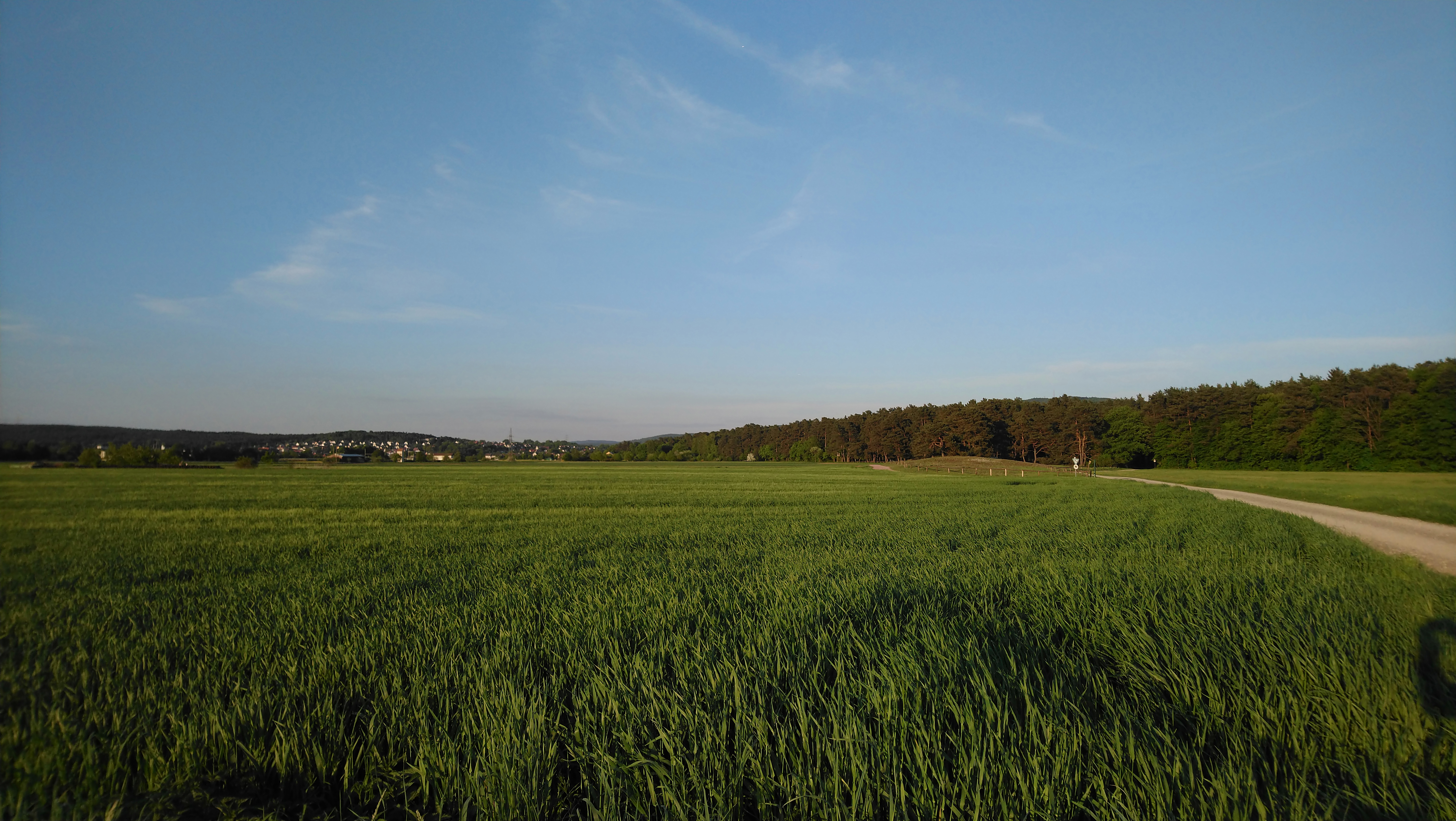
Im Oberprischoß bei Alzenau

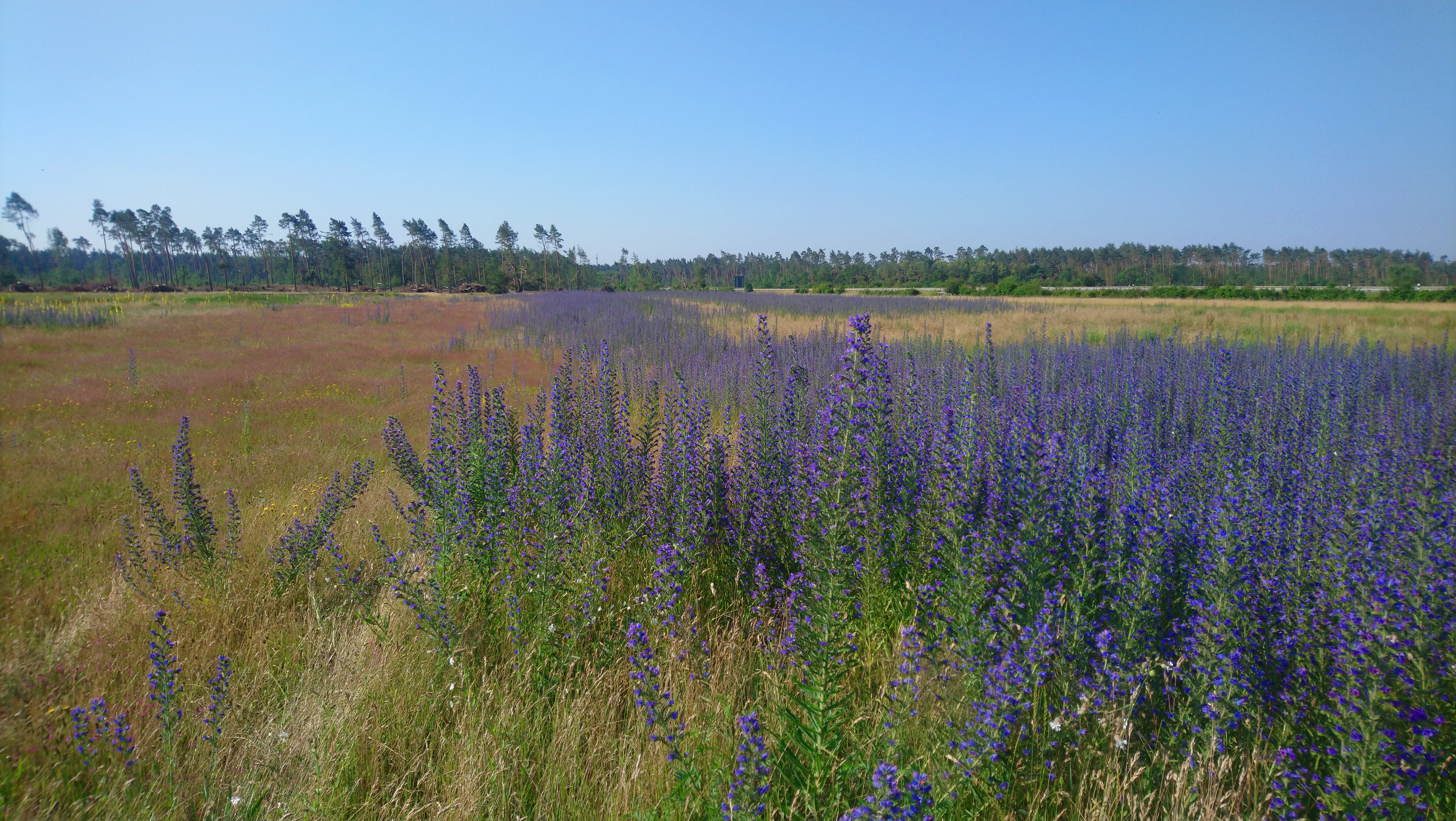
Blick vom Prischoß Richtung Alzenauer Sande

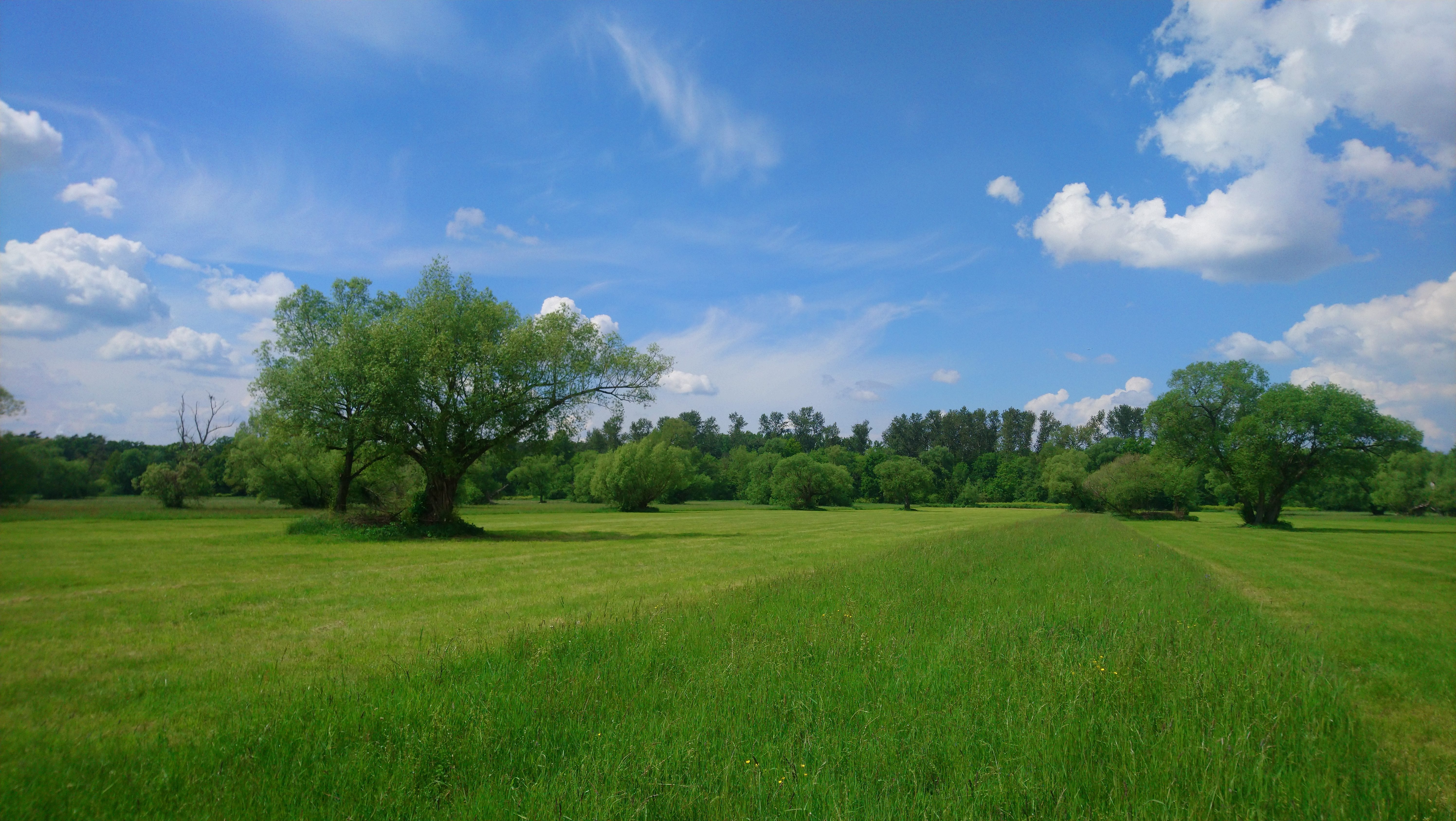
Weiden im Unterprischoß bei Kahl im Mai 2019 (die meisten dieser Bäume fielen im August des Jahres einem Orkan zum Opfer)

Das Prischoß ist eine Landschaft zwischen den Orten Alzenau und Kahl am Main im unterfränkischen Landkreis Aschaffenburg.

## Name
Der Name Prischoß ging von dem heute nicht mehr bestehenden Dorf Prischoß auf die Landschaft über. Nach dem Prischoß ist das Vereinsstadion am Prischoß des FC Bayern Alzenau benannt.

## Geographie
Das Prischoß liegt am Fuße des Vorspessarts im unteren Kahlgrund auf einem freien Feld zwischen den Gemeinden Kahl und Alzenau. Ein kleiner Teil befindet sich auf der Gemarkung des Ortsteils Wasserlos. Im Süden beginnt das angrenzende Naturschutzgebiet Alzenauer Sande, das sich bis in den Unterwald zieht. Im Norden mäandriert der renaturierte Fluss Kahl. Der Großteil des Prischoßes ist als Landschaftsschutzgebiet mit dem Namen LSG in den Gemarkungen Kahl am Main und Alzenau in Ufr. ausgewiesen. Durch das Prischoß verlaufen der Degen-Weg und der Kahltal-Spessart-Radweg.
Das Prischoß wird in Ober- und Unterprischoß eingeteilt, die durch die dort verlaufende Bundesautobahn 45 getrennt sind. Das Oberprischoß reicht über die Alzenauer Westumgehungsstraße hinaus bis an den Energiepark und wird vorwiegend landwirtschaftlich genutzt. Am südlichen Rand befindet sich der Marienhof und daneben ein Umspannwerk.
Das Unterprischoß erstreckt sich beinahe bis zur Trasse der Main-Spessart-Bahn bei Kahl. Im Süden liegt der Neufeldsee. Der nördliche Teil des Unterprischoßes besteht aus einer Auenlandschaft.

## Flora und Fauna

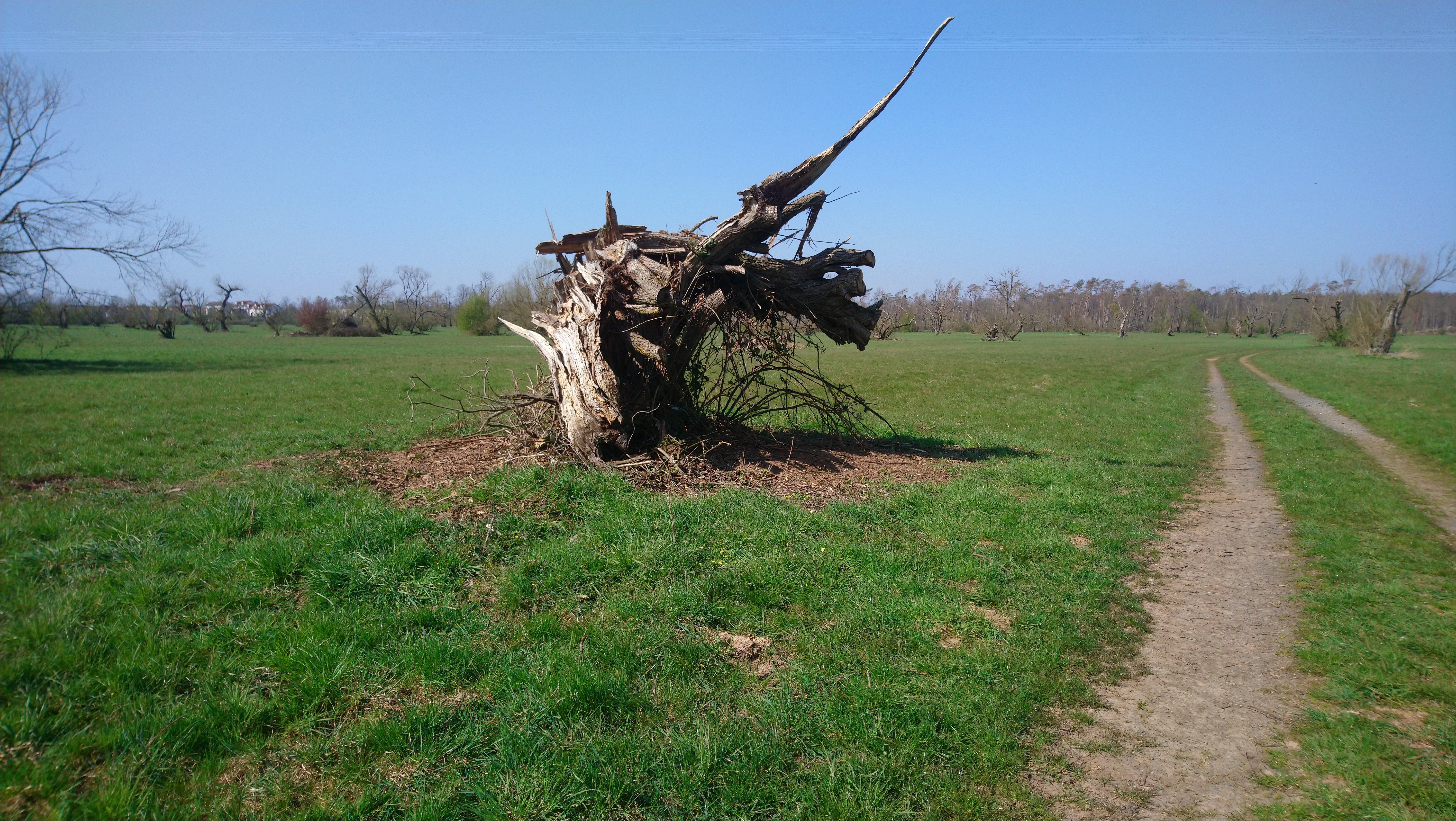
Weide nach den schweren Orkanböen im August 2019

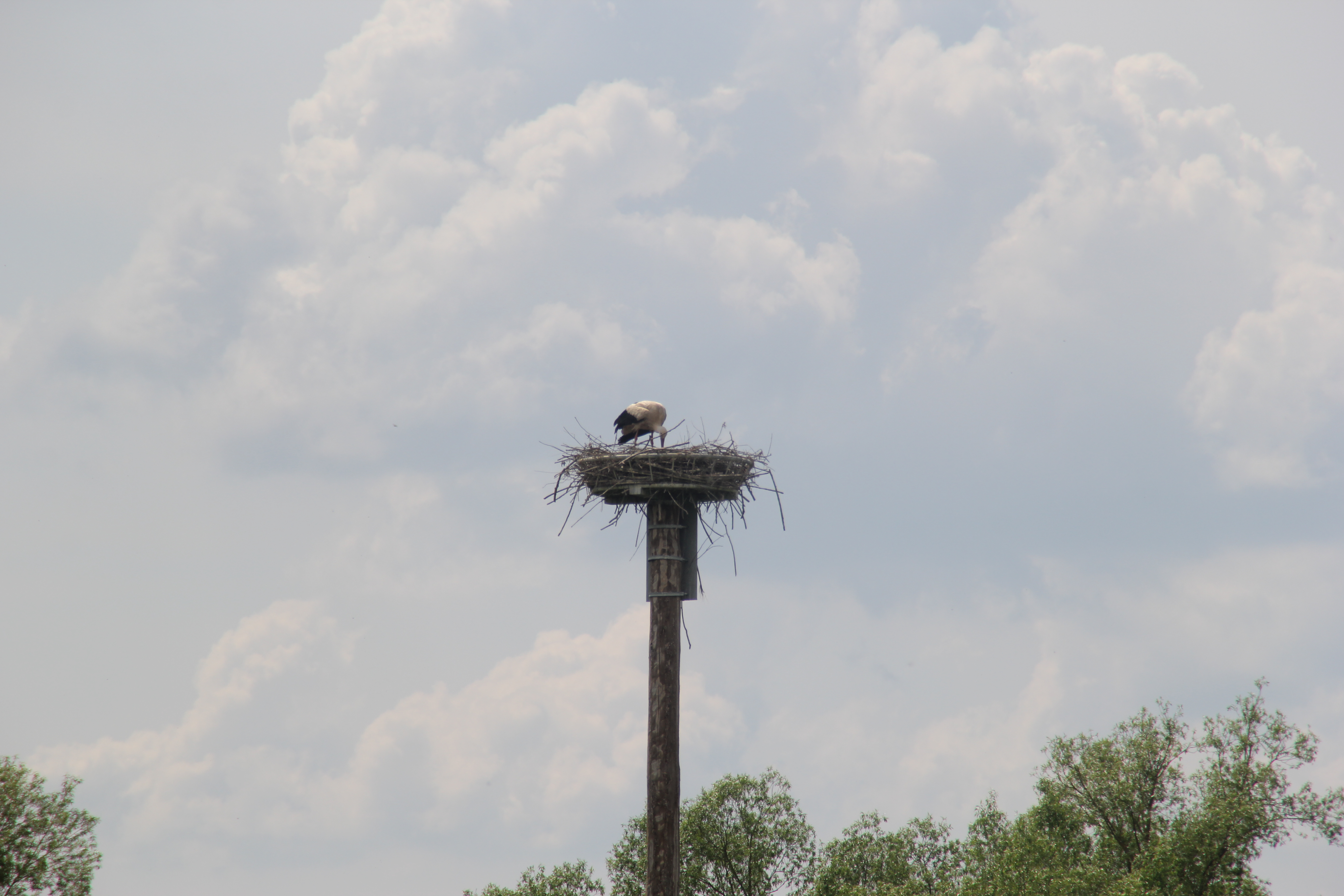
Weißstorch im Horst im Unterprischoß

1884 war das Prischoß der einzige Fundort der Moorheide in Bayern.
In den Auen des Unterprischoßes wuchsen Kopfweiden und Pappeln, von denen die meisten den schweren orkanartigen Fallböen einer Superzelle am 18. August 2019 zum Opfer fielen.
Im Jahr 2018 hat der örtliche Vogelschutzverein einen Douglasienstamm mit einem aus Weidenästen bestehenden Storchenhorst aufgestellt. Im März des nächsten Jahres nistete sich ein Weißstorchpaar ein, das im Mai 2019 Nachwuchs bekam. Es wurde im Prischoß nun ein zweites Storchennest aufgestellt.